# Sonia Rollandová
Sonia Rollandová (* 11. února 1981 Kigali) je francouzská modelka, herečka a režisérka.
Její otec je Francouz a matka rwandská Tutsijka, rodina žila v Africe do roku 1994, kdy se usadila v Cluny. V roce 2000 vyhrála Rollandová soutěž o Miss Francie a postoupila na Miss Universe, kde obsadila deváté místo. Pracovala pro agenturu Karin Models a absolvovala kurzy herectví ve Studiu Pygmalion v Montrouge. V roce 2002 debutovala jako herečka, jejím největším úspěchem byla titulní role v televizním seriálu z prostředí speciální policejní jednotky Léa Parker.
Působí rovněž jako televizní moderátorka, zúčastnila se soutěže Klíče od pevnosti Boyard, ve vlastní produkční společnosti SoMad natočila dokumentární filmy Femme du Rwanda a Homosexualité: du rejet au refuge, vydala vzpomínkovou knihu Les Gazelles n'ont pas peur du noir, spolupracuje s kosmetickou firmou Mixa. Založila dobročinnou organizaci Sonia Rolland pour les enfants, pomáhající africkým válečným sirotkům.
Má dvě dcery: Tess (* 2007), jejímž otcem je Christophe Rocancourt, a Kahinu (* 2010), jejímž otcem je Jalil Lespert.

## Filmografie
- 2002 Les pygmées de Carlo
- 2004 Le P'tit curieux
- 2006 C'est beau une ville la nuit
- 2007 Les Zygs, le secret des disparus
- 2009 Pád vládce
- 2011 Půlnoc v Paříži
- 2012 Chaos
- 2013 Zamini
- 2016 Windows
- 2017 La Colle
- 2017 Madam služebná